# Susumu Tonegawa
Susumu Tonegawa, född i Nagoya, Japan, 6 september 1939, japansk biolog av molekylärbiologi. Han tilldelades Nobelpriset i fysiologi eller medicin 1987 för upptäckten av genetiken bakom den stora mångfalden som finns av antikroppar. Även om han vann Nobelpriset för sitt arbete inom immunologi, är Tonegawa en molekylärbiolog till utbildningen och han bytte återigen arbetsfält efter Nobelpriset. Han studerar nu (2021) neurovetenskap och undersöker den molekylära, cellulära och neuronala grunden för minnesbildning och återhämtning.
År 1987 tilldelades han Albert Lasker Basic Medical Research Award.

## Biografi
Tonegawa gick på Hibiya High School i Tokyo. När han studerade vid Kyotouniversitetet, fascinerades han av operonteori efter att ha läst uppsatser av François Jacob och Jacques Monod, som han delvis tillskriver att ha inspirerat hans intresse för molekylärbiologi. Tonegawa tog examen vid Kyotouniversitetet 1963 och, på grund av begränsade möjligheter till molekylärbiologistudier i Japan vid den tiden, flyttade han därefter till University of California, San Diego för att 1968 avlägga doktorsexamen under handledning av Dr. Masaki Hayashi.
Tonegawa bor för närvarande (2021) i Boston-området med sin fru, Mayumi Yoshinari Tonegawa, som arbetade som NHK (Japan Broadcasting Corporation) regissör/intervjuare och nu är en frilansande vetenskapsskribent. Tonegawa har tre barn, Hidde Tonegawa, Hanna Tonegawa och Satto Tonegawa (död).

## Karriär
Tonegawa utförde postdoktoralt arbete vid Salk Institute i San Diego i Renato Dulbeccos laboratorium. Med uppmuntran från Dr. Dulbecco, flyttade Tonegawa till Basel Institute for Immunology i Basel, Schweiz 1971, där han övergick från molekylärbiologi till immunologiska studier och utförde sina banbrytande immunologiska arbeten.
År 1981 blev Tonegawa professor vid Massachusetts Institute of Technology och 1994 utsågs han till den första direktören för MIT Center for Learning and Memory, som utvecklades under hans ledning till The Picower Institute for Learning and Memory. Tonegawa slutade som direktör 2006 och fungerade därefter som Picower-professor i neurovetenskap och biologi och utredare vid Howard Hughes Medical Institute. 
Tonegawa var också chef för RIKEN Brain Science Institute från 2009 till 2017.

## Vetenskapligt arbete

### Upptäckten av immunitetsmångfald
Tonegawas nobelprisarbete klargjorde den genetiska mekanismen för det adaptiva immunsystemet, som hade varit den centrala frågan om immunologi i över 100 år. Före Tonegawas upptäckt var en tidig idé att förklara det adaptiva immunsystemet med att varje gen producerar ett protein, men det finns mindre än 19 000 gener i människokroppen som ändå kan producera miljontals antikroppar. I experiment som började 1976 visade Tonegawa att genetiskt material omarrangerar sig för att bilda miljontals antikroppar. Genom att jämföra DNA från B-celler (en typ av vita blodkroppar) i embryonala och vuxna möss, observerade han att gener i de mogna B-cellerna från de vuxna mössen flyttas runt, rekombineras och raderas för att bilda mångfalden av den variabla regionen av antikroppar. År 1983 upptäckte Tonegawa också ett förstärkande transkriptionselement förenat med antikroppsgenkomplex, det första cellulära förstärkarelementet.

### Neurovetenskap
Kort efter sitt Nobelpris bytte Tonegawa åter fält från immunologi till neurovetenskap, där han har bedrivit sin forskning under de efterföljande åren.
Tonegawas laboratorium var banbrytande för inledande transgena och gen-knockout-teknologier i däggdjurssystem. Han medverkade i tidigt arbete som visade betydelsen av CaMKII- (1992) och den NMDA-receptorberoende synaptiska plasticiteten (1996) i minnesbildning. Hans lab upptäckte att dendritiska nervryggar i tinningbarken är ett troligt mål för behandling av Fragilt X-syndrom. Med en dos av hämmarläkemedlet FRAX586 visade Tonegawa en markant minskning av FXS-symtom i musmodellen.
Tonegawa var tidigt användare av optogenetik och bioteknik inom neurovetenskaplig forskning, vilket ledde till hans banbrytande arbete med att identifiera och manipulera minnesengramceller. År 2012 visade hans lab att aktiveringen av en specifik delpopulation av mushippocampusneuroner, märkta under ett paradigm för rädslakonditionering, är tillräcklig för att framkalla en beteenderespons korrelerad med ett exakt minnesspår. Detta visade för första gången att minnesinformation lagras i specifika cellulära ensembler i hippocampus, nu ofta kallade minnesengramceller.
På senare tid fortsätter hans labb att använda optogenetisk teknologi och virusinjektionstekniker för att utöka sina upptäckter om engramcellensembler. Noterbart har Tonegawa avslöjat rollen av minnesengramcellensembler i minnesvalens, socialt minne, såväl som deras roll i hjärnsjukdomar som depression, minnesförlust och Alzheimers sjukdom. Dessa arbeten ger stöd för framtida medicinska behandlingar hos människor genom manipulation av minnesengram-ensembler. 

## Utmärkelser och hedersbetygelser
- Asteroiden 6927 Tonegawa[26]
- 1982 – Louisa Gross Horwitz Prize
- 1983 – Gairdner Foundation International Award
- 1984 – Order of Culture (Bunkakunsho), Emperor of Japan
- 1984 – Foreign Associate, American Academy of Arts and Sciences of the United States[27]
- 1986 – Foreign Associate, National Academy of Sciences of the United States[28]
- 1986 – Robert Koch Prize
- 1987 – Albert Lasker Award for Basic Medical Research
- 1987 – Nobelprize for fysiologi eller medicin
- 1995 – bild på frimärke (Scott No. 1635c) issued by Gambia[29]
- 2004 – Honorary Degree, Kyoto University[30]
- 2006 – Medlem av American Association for the Advancement of Science
- 2007 – RIKEN Fellow
- 2009 – Honorary Degree, City University of Hong Kong[31]
- 2010 – David M. Bonner Lifetime Achievement Award, UCSD

## Publikationer i urval
- List of publications by Susumu Tonegawa
- Tonegawa, S. (1983). Somatic generation of antibody diversity. Nature, 302(5909), 575-581.
- Gillies, S. D., Morrison, S. L., Oi, V. T., & Tonegawa, S. (1983). A tissue-specific transcription enhancer element is located in the major intron of a rearranged immunoglobulin heavy chain gene. Cell, 33(3), 717-728.
- Mombaerts, P., Iacomini, J., Johnson, R. S., Herrup, K., Tonegawa, S., & Papaioannou, V. E. (1992). RAG-1-deficient mice have no mature B and T lymphocytes. Cell, 68(5), 869-877.
- Silva, A. J., Stevens, C. F., Tonegawa, S., & Wang, Y. (1992). Deficient hippocampal long-term potentiation in alpha-calcium-calmodulin kinase II mutant mice. Science, 257(5067), 201-206.
- Haas, W., Pereira, P., & Tonegawa, S. (1993). Gamma/delta cells. Annual review of immunology, 11(1), 637-685.
- Tsien, Joe Z.; Huerta, Patricio T.; Tonegawa, Susumu (1996). ”The Essential Role of Hippocampal CA1 NMDA Receptor–Dependent Synaptic Plasticity in Spatial Memory”. Cell 87 (7):  sid. 1327–1338. doi:10.1016/S0092-8674(00)81827-9. PMID 8980238.
- Poss, K. D., & Tonegawa, S. (1997). Reduced stress defense in heme oxygenase 1-deficient cells. Proceedings of the National Academy of Sciences, 94(20), 10925-10930.
- Shen, J., Bronson, R. T., Chen, D. F., Xia, W., Selkoe, D. J., & Tonegawa, S. (1997). Skeletal and CNS defects in Presenilin-1-deficient mice. Cell, 89(4), 629-639.
- Nakazawa, K., Quirk, M. C., Chitwood, R. A., Watanabe, M., Yeckel, M. F., Sun, L. D., Kato, A., Carr, C.A., Johnston, D., Wilson, M.A., & Tonegawa, S. (2002). Requirement for hippocampal CA3 NMDA receptors in associative memory recall. Science, 297(5579), 211-218.
- Liu, X., Ramirez, S., Pang, P. T., Puryear, C. B., Govindarajan, A., Deisseroth, K., & Tonegawa, S. (2012). Optogenetic stimulation of a hippocampal engram activates fear memory recall. Nature, 484(7394), 381-385.
- Ramirez, S., Liu, X., Lin, P. A., Suh, J., Pignatelli, M., Redondo, R. L., Ryan, T.J., & Tonegawa, S. (2013). Creating a false memory in the hippocampus. Science, 341(6144), 387-391.